# Highball (film)
Highball è un film del 1997 diretto da Noah Baumbach.
La regia del film è accreditata a "Ernie Fusco" e la sceneggiatura a "Jesse Carter" dopo essere stato disconosciuto da Baumbach. Il film è stato girato in sei giorni con i soldi rimanenti dal precedente film di Baumbach, Mr. Jealousy.

## Trama
Una coppia appena sposata decide di migliorare la propria vita sociale dando tre grandi feste e invitando un sacco di gente nel proprio appartamento di Brooklyn. Il film segue questo processo nel corso degli anni.

## Curiosità
Baumbach ha rimosso il suo nome dal film, spiegando in un'intervista con The A.V. Club:
Era una sceneggiatura divertente. Ma era semplicemente troppo ambizioso. Non avevamo abbastanza tempo, non l'abbiamo finito, non era bello, era solo un grande...casino. [Ride.] Non siamo riusciti a farlo, e ho litigato col produttore. Lui ha abbandonato il progetto e io non avevo i soldi per finirlo, per tornare sul set e fare altri due giorni o qualsiasi cosa. Poi, più tardi, l'hanno messo in un DVD senza il mio permesso.